# John Cutler
John Cutler, né le 8 juin 1962 à Manchester, est un skipper néo-zélandais.

## Carrière
John Cutler participe aux Jeux olympiques d'été de 1988 à Séoul et remporte la médaille de bronze dans la catégorie du Finn.